# Idalus monostidza
Idalus monostidza är en fjärilsart som beskrevs av George Francis Hampson 1916. Idalus monostidza ingår i släktet Idalus och familjen björnspinnare. Inga underarter finns listade i Catalogue of Life.